# El jefe y el carpintero

El Jefe y el carpintero es un cortometraje uruguayo de animación dirigida por Walter Tournier sobre guion de Francisco Hinojosa que se estrenó en 2000, que fue exhibida en encuentros internacionales y ha recibido varios premios. 

## Sinopsis
El filme pertenece a una serie de cortometrajes animados llamada Cuentos Animados del Mundo. Se refiere a la historia del gobernador de una isla caribeña empeñado en tocar la luna con sus manos y que, pese a que los lugareños más sensatos le advierten que ello es imposible, les obliga a construir una torre que llegue hasta el cielo.

## Premios
- 1° Festival Internacional del Audiovisual para la Niñez y la Adolescencia de La Habana y Guantánamo, Cuba (2004).
- XXVII Jornada Internacional de Cinema de Bahía, Brasil. Tatú de oro mejor video de animación. (2001)
- Festival Internacional de Cine para Niños de Mar del Plata, Argentina. Barrilete de oro y Barrilete de plata.
- Segundo Encuentro Latinoamericano de Televisión, Uruguay. Mejor producción latinoamericana para niños.
- Primer Concurso de Video Uruguayo, Uruguay. Gran premio Dr. Héctor Garbarino y Mejor cortometraje de animación.
- Festival Divercine, Uruguay. Mejor Corto, Mejor Película Latinoamericana, Premio UNESCO y Premio del jurado de niños. (2000)